# Taler
Talerul (uneori scris Thaler) este o monedă mare de argint folosită în Europa timp de aproape 400 de ani. 
În Statele Unite ale Americii talerul este în circulație sub numele de dolar american.

## Etimologie

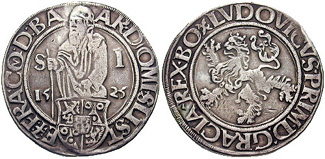
Joachimsthaler bătut în 1525 de contele Stephan Schlick, sub domnia regelui Ludovic al II-lea al Ungariei și Boemiei.

Etimologic „taler” este o abreviere de la „Joachimsthaler” sau „Jochenthaler”, o monedă emisă de orașul Sankt-Joachimsthal (în română: „Valea Sf. Ioachim”, astăzi Jáchymov, în Republica Cehă) din Boemia, începând cu 1518.

## Istorie
Atât greutatea cât și diametrul talerului au variat în cursul secolelor.
Talerul tipic avea greutatea de 28-29 grame și un diametru de 38-41 mm.

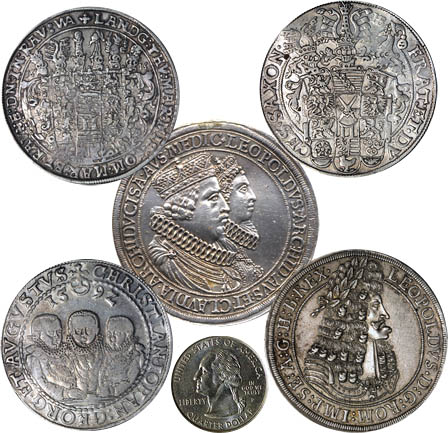
Taleri germani și austrieci, comparativ cu 25 de cenți americani

În secolele al XVI-lea și al XVII-lea, talerii se emit în cantități foarte mari, în special de către entitățile statale care făceau parte din Sfântul Imperiu Roman de Națiune Germană și din Imperiul Habsburgic.
S-au emis atât submultipli cât și multipli de taleri, arta meșterilor monetari din această perioadă producând unele din cele mai frumoase monede cunoscute în istorie.
S-au mai emis taleri în Olanda (leeuwendaler, în română taler-leu) și Scandinavia (daler).

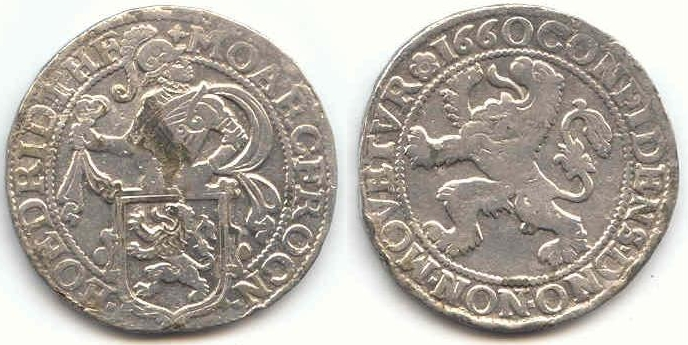
Taler-leu olandez emis în 1660

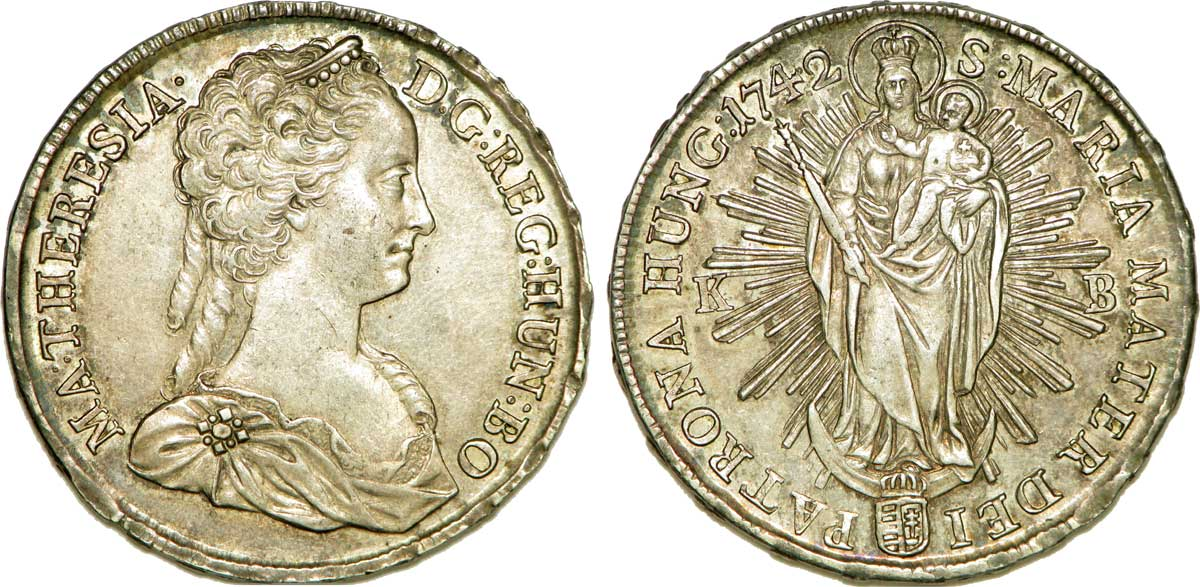
Taler cu Maica Domnului cu Pruncul Isus în brațe; circular: PATRONA HUNG:1742 S:MARIA MATER DEI (Patrona Hung[ariae]:1742 S[anta] Maria Mater Dei, (pe revers) și efigia Mariei Terezia, spre dresapta; circular: MA:THERESIA• D:G:REG:HUN:BO (Ma[ria] Theresia D[ei] Gr[atia] Reg[ina] Hun[garorum] Bo[hemorumque] (pe avers), emis în 1742.

### Talerii în epoca modernă

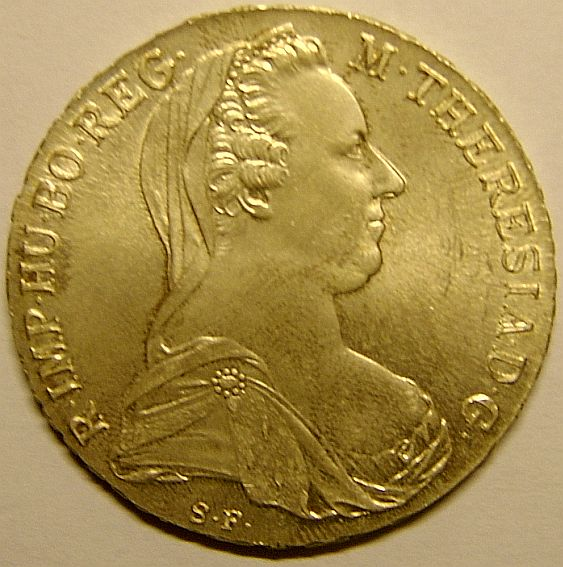
Talerul Maria Terezia (avers): circular: M. THERESIA D. G. R. IMP. HU. BO. REG. („M[aria] Theresia D[ei] Gr[atia] R[omanorum] Imp[eratrix], Hu[ngarorum] Bo[hemorumque] Reg[ina]”, în română: „Maria Terezia, prin grația lui Dumnezeu împărăteasa romanilor, a ungurilor și boemilor regină”), efigia Mariei Teresia, purtând un văl de văduvă pe cap, spre dreapta; sub bust: S. F., inițialele numelor meșterilor monetari: Schoebl și Faby

După 1780, s-au emis în cantități mari taleri cu efigia împărătesei Maria Tereza, pentru a facilita schimburile comerciale dintre Europa și Orientul Apropiat și Mijlociu, cunoscuți sub denumirea de taleri Maria Terezia. Acești taleri sunt numiți și „taleri levantini” și se bat și în ziua de azi de către Monetăria Austriei, pentru micii investitori.
Etiopia a emis bancnote cu denominațiunea „taler” în prima jumătate a secolului al XX-lea.
De la „taler” provin denumirile de dolar, numele monedelor din coloniile engleze, iar apoi ale Statelor Unite ale Americii și ale altor țări, precum și cel de tolar, care semnifică „taler” în limba slovenă.

### Talerii pe teritoriul țărilor române
Pe teritoriul României au fost emiși taleri în monetăriile transilvănene atât în perioada principatului autonom cât și în perioada suzeranității austriece.
În Principatul Moldovei, Despot Vodă a încercat să bată taleri moldovenești, fără prea mult succes, cunoscându-se doar câteva exemplare păstrate, emise în 1562 și 1563. Un exemplar se află în colecția numismatică a Academiei Române.
Datorită largii lor circulații, negustorii din Țările Române au adoptat în secolul al XVII-lea talerul olandez ca monedă de calcul. Acesta avea gravat pe revers un leu rampant, simbolul Olandei și era numit taler-leu. De aici provine denumirea monedei naționale românești, leul.

### În Elveția
Înainte de apariția francului elvețian în 1850, Elveția poseda un mare număr de monede cantonale diferite. Unele dintre ele se bazau pe thaler, ortografiat uneori taler. Întâlnim astfel Taler, Batzen, Halber Batzen, Rappen, Kreuzer, Pfennig, toate de origine helvetică.

### În Camerun
În etnia Vamé din Munții Mandara (Departamentul Mayo-Sava, Provincia Nordul Extrem, din Camerun), talerii erau utilizați ca bunuri matrimoniale pentru achitarea dotei. Monedele se schimbau la un curs de 3.500 Franci CFA. În 2012, această practică a dispărut deoarece monedele au fost achiziționate de terți la prețuri mari, prin circuitul economic al piețelor.